# Kaivanto kanal
För kanalen med samma namn i Mellersta Finland, se Kaivanto flottningskanal.
Kaivanto kanal (fi. Kaivannon kanava) är en cirka 120 meter lång slusslös kanal som förbinder sjöarna Längelmävesi och Roine i Kangasala stad i Birkaland. Kanalen byggdes 1820–1829. Tanken var att man med kanalens hjälp skulle sänka Längelmävesis vattenivå något. I februari 1830 öppnades dammluckorna och när man den sista april öppnade dem ytterligare bröt vattnet följande natt sönder dammen och vattnet forsade ohämmat genom kanalen. Sjöarnas höjdskillnad som tidigare varit 1,5 meter utjämnades på två veckor.
Över kanalen går en bro som hör till riksväg 12.